# Берестя (Сарненський район)
Берестя — село в Україні, у Дубровицькій міській громаді Сарненського району Рівненської області. Населення становить 2452 осіб (2019 рік). До 2020 адміністративний центр органу місцевого самоврядування — Берестівська сільська рада.

## Назва
Походження села Берестя має декілька версій. Одна з головних версій походження села — це те, що в давнину, коли наша місцевість не мала назви, то тут росло дуже багато рослин бересту, саме завдяки йому прославилась ця місцевість і отримала назву «Берестя».[джерело?] Польською мовою згадується як Bereście, російською — як Берестье.

## Географія
Розташоване за 5 км від Дубровиці, за 7 км від залізничної станції «Дубровиця», за 132 км від Рівного. Через Берестя проходить шосейна дорога. Поблизу села протікає річка Горинь, село лежить на її лівому березі.[джерело?] У селі річка Безіменна впадає у річку Горинь.[джерело?] Площа села — 2,03 км².
Згідно з дослідженням 2017 року, за яким оцінювалися масштаби антропогенної трансформації території Дубровицького району внаслідок несанкціонованого видобутку бурштину, екологічна ситуація села характеризувалася як «передкризова».

### Клімат
Клімат у селі вологий континентальний («Dfb» за класифікацією кліматів Кеппена). Опадів 611 мм на рік. Найменша кількість опадів спостерігається в березні й сягає у середньому 28 мм. Найбільша кількість опадів випадає в червні — близько 89 мм. Різниця в опадах між сухими та вологими місяцями становить 61 мм. Пересічна температура січня — -5,5 °C, липня — 18,6 °C. Річна амплітуда температур становить 24,1 °C.
| Клімат Берестя                    | Клімат Берестя | Клімат Берестя | Клімат Берестя | Клімат Берестя | Клімат Берестя | Клімат Берестя | Клімат Берестя | Клімат Берестя | Клімат Берестя | Клімат Берестя | Клімат Берестя | Клімат Берестя | Клімат Берестя |
| Показник                          | Січ.           | Лют.           | Бер.           | Квіт.          | Трав.          | Черв.          | Лип.           | Серп.          | Вер.           | Жовт.          | Лист.          | Груд.          | Рік            |
| Середній максимум, °C             | −2,5           | −1,3           | 3,4            | 12,4           | 19,2           | 22,9           | 23,9           | 23,1           | 18,3           | 11,8           | 4,8            | 0,0            | 11,3           |
| Середня температура, °C           | −5,5           | −4,5           | −0,3           | 7,5            | 13,6           | 17,5           | 18,6           | 17,7           | 13,3           | 7,8            | 2,3            | −2,5           | 7,1            |
| Середній мінімум, °C              | −8,5           | −7,7           | −3,9           | 2,7            | 8,1            | 12,1           | 13,3           | 12,3           | 8,3            | 3,8            | −0,2           | −5             | 2,9            |
| Норма опадів, мм                  | 36             | 30             | 28             | 42             | 57             | 89             | 81             | 64             | 57             | 44             | 41             | 42             | 611            |
| --------------------------------- | -------------- | -------------- | -------------- | -------------- | -------------- | -------------- | -------------- | -------------- | -------------- | -------------- | -------------- | -------------- | -------------- |
| Джерело: Climate-Data.org (англ.) |                |                |                |                |                |                |                |                |                |                |                |                |                |

## Історія
Вперше згадується 1501 року.
До 1917 року село входило до складу Російської імперії. У 1906 році село входило до складу Домбровицької волості Рівненського повіту Волинської губернії Російської імперії. У 1918—1920 роки нетривалий час перебувало в складі Української Народної Республіки.
У 1921—1939 роки входило до складу Польщі. У 1921 році село входило до складу гміни Домбровиця Сарненського повіту Поліського воєводства Польської Республіки. 1930 року Сарненський повіт приєднаний до складу Волинського воєводства. У 1936 році входило до однойменної громади, до якої також належали селище Антонин та хутір Шепель.
З 1939 року — у складі Дубровицького району Рівненської області УРСР. У роки Другої світової війни деякі мешканці села долучилися до національно-визвольної боротьби у лавах УПА та ОУН. Загалом встановлено 72 жителів Берестя, які брали участь у визвольних змаганнях, з них 23 загинуло, 32 було репресовано.
У 1947 році село Берестя разом з хуторами Антонів та Шепель підпорядковувалося Берестівській сільській раді Дубровицького району Ровенської області УРСР. Рішенням Дубровицької райради депутатів трудящих від 17 червня 1950 року 4 господарства колгоспу ім. Ворошилова села Берестя були занесені у список «бандпособницьких» і підлягали вивозу за межі УРСР. З 13 липня до 3 серпня 1953 року маршрутна експедиція під керівництвом М. Ломової, обстежуючи Рокитнянський та Дубровицький райони Рівенської області, серед низки інших населених пунктів відвідала Берестя.
Відповідно до прийнятої в грудні 1989 року постанови Ради Міністрів УРСР село занесене до переліку населених пунктів, які зазнали радіоактивного забруднення внаслідок аварії на Чорнобильській АЕС, жителям виплачувалася грошова допомога. Згідно з постановою Кабінету Міністрів Української РСР, ухваленою в липні 1991 року, село належало до зони гарантованого добровільного відселення. На кінець 1993 року забруднення ґрунтів становило 2,81 Кі/км² (137Cs + 134Cs), молока — 3,34 мКі/л (137Cs + 134Cs), картоплі — 0,39 мКі/кг (137Cs + 134Cs), сумарна доза опромінення — 127 мбер, з якої: зовнішнього — 37 мбер, загальна від радіонуклідів — 90 мбер (з них Cs — 79 мбер).
Відповідно до Розпорядження Кабінету Міністрів України від 12 червня 2020 року № 722-р «Про визначення адміністративних центрів та затвердження територій територіальних громад Рівненської області» увійшло до складу Дубровицької міської громади.

## Населення
Станом на 1859 рік, у власницькому селі Берестя налічувалося 55 дворів та 558 жителів (339 чоловіків і 219 жінок), з них 552 православних і 6 юдеїв. Наприкінці XIX століття у селі було 136 домів і 726 жителів. За переписом населення Російської імперії 1897 року в селі мешкало 990 осіб, з них: 487 чоловіків та 503 жінки; 949 православних. Станом на 1906 рік у селі нараховувалося 148 двори та мешкало 994 особи. Станом на 1906 рік у селі нараховувалося 148 дворів та мешкало 994 особи.
Станом на 10 вересня 1921 року в селі налічувалося 215 будинків та 1400 мешканців, з них: 702 чоловіки та 698 жінок; 1341 православний, 44 юдеї, 14 римо-католиків та 1 євангельський християнин; 701 «тутейший», 639 українців (тогочасною офіційною мовою «русинів»), 44 євреї, 14 поляків та 2 особи іншої національності.
Відповідно до енциклопедії «Історія міст і сіл Української РСР» (1973) населення тоді складало 2609 осіб, було 582 двори. Згідно з переписом УРСР 1989 року чисельність наявного населення села становила 2791 особа, з яких 1381 чоловік та 1410 жінок. На кінець 1993 року в селі мешкали 2733 жителі, з них 842 — дітей.
За переписом населення України 2001 року в селі мешкало 2687 осіб. Станом на 1 січня 2011 року населення села становить 2807 осіб. Густота населення — 1339.41 особи/км².

### Мова
Розподіл населення за рідною мовою за даними перепису 2001 року:
| Мова       | Відсоток |
| ---------- | -------- |
| українська | 99,56 %  |
| російська  | 0,26 %   |
| білоруська | 0,15 %   |

### Вікова і статева структура
Структура жителів села за віком і статтю (станом на 2011 рік):
| Вік   | Чоловіків | Жінок | Разом |
| ----- | --------- | ----- | ----- |
| 0-17  | 317       | 304   | 621   |
| 18-39 | 447       | 431   | 878   |
| 40-59 | 381       | 379   | 760   |
| 60+   | 241       | 307   | 548   |
| Разом | 1386      | 1421  | 2807  |

### Соціально-економічні показники
| Працездатне населення | Працездатне населення | Працездатне населення | Працездатне населення | Працездатне населення | Працездатне населення | Непрацездатне населення | Непрацездатне населення | Непрацездатне населення | Непрацездатне населення | Непрацездатне населення | Непрацездатне населення | Все населення |
| Чоловіки              | Чоловіки              | Жінки                 | Жінки                 | Разом                 | Разом                 | Чоловіки                | Чоловіки                | Жінки                   | Жінки                   | Разом                   | Разом                   | 2807          |
| ос.                   | %                     | ос.                   | %                     | ос.                   | %                     | ос.                     | %                       | ос.                     | %                       | ос.                     | %                       | 2807          |
| --------------------- | --------------------- | --------------------- | --------------------- | --------------------- | --------------------- | ----------------------- | ----------------------- | ----------------------- | ----------------------- | ----------------------- | ----------------------- | ------------- |
| 614                   | 24                    | 550                   | 21                    | 1164                  | 45                    | 322                     | 12                      | 459                     | 17                      | 781                     | 29                      | 2807          |

| Зайняті  | Зайняті  | Зайняті | Зайняті | Зайняті | Зайняті | Безробітні | Безробітні | Безробітні | Безробітні | Безробітні | Безробітні | Все населення |
| Чоловіки | Чоловіки | Жінки   | Жінки   | Разом   | Разом   | Чоловіки   | Чоловіки   | Жінки      | Жінки      | Разом      | Разом      | 2807          |
| ос.      | %        | ос.     | %       | ос.     | %       | ос.        | %          | ос.        | %          | ос.        | %          | 2807          |
| -------- | -------- | ------- | ------- | ------- | ------- | ---------- | ---------- | ---------- | ---------- | ---------- | ---------- | ------------- |
| 171      | 6        | 262     | 10      | 433     | 16      | 443        | 17         | 288        | 11         | 731        | 28         | 2807          |

| Дорослі | Діти | Пенсіонери | Інваліди Німецько-радянської війни | Учасники бойових дій | Інваліди всіх груп і категорій | Люди, які обслуговуються служб. соц. допом. на дому | Неповні сім'ї | Діти з неповних сімей | Багатодітні сім'ї | Діти з багатодітних сімей | Діти-інваліди | Діти-сироти | Одинокі багатодітні матері |
| ------- | ---- | ---------- | ---------------------------------- | -------------------- | ------------------------------ | --------------------------------------------------- | ------------- | --------------------- | ----------------- | ------------------------- | ------------- | ----------- | -------------------------- |
| 2081    | 563  | 811        | -                                  | 11                   | 191                            | 27                                                  | 46            | 54                    | 38                | 127                       | 11            | 4           | 2                          |

## Політика

### Органи влади
До 2020 року місцеві органи влади представлені Берестівською сільською радою.

### Вибори
Село входить до виборчого округу № 155. У селі розташована виборча дільниця № 560257. Станом на 2011 рік кількість виборців становила 2027 осіб.

## Культура
У селі працює Берестівський сільський будинок культури на 400 місць. Діє Берестівська публічно-шкільна бібліотека, книжковий фонд якої становлять 20 279 книг та яка має 18 місць для читання, 2 особи персоналу, кількість читачів — 745 осіб.
У Бересті серед низки інших сіл було поширене виготовлення серпанкових тканин.
У березні 1991 року в селищі був створений фольклорно-етнографічний колектив «Серпанок». Вже у січні 1992 колектив став переможцем у районному огляді, а також лауреатом обласного конкурсу колядок і щедрівок. У 1995 році у м. Рівне проводився Міжнародний фестиваль «Древлянські джерела». У репертуарі «Серпанку» понад 100 пісень, це в основному місцеві суспільно-побутові поліські пісні, веснянки, стрілецькі, повстанські, жнивацькі, купальські, колядки та щедрівки. У 1997 році колективу присвоєно звання народного.[джерело?]

## Релігія
У першій половині XIX століття село належало до греко-католицької парафії церкви Святого Миколая містечка Домбровиця Домбровицької волості Ровенського повіту, яка принаймні з 1840-х років діяла як православна. Станом на 1859 рік у селі діяла цвинтарна каплиця, налічувалося 484 віряни.
Сьогодні у селі діє православна Свято-Покровська церква. 3 березня 2019 року громада села на парафіяльних зборах майже одноголосно ухвалила рішення про перехід з Української православної церкви Московського патріархату до Православної церкви України.
Список конфесійних громад станом на 2011 рік:
| Релігійна громада Свято-Покровської парафії | ПЦУ                    | 25 вересня 1991  | 1500 | Церква             | [ 46 ] |
| Релігійна громад ЄХБ                        | ЄХБ                    | 3 грудня 1991    | 60   | Молитовний будинок | [ 46 ] |
| Релігійна громад ЄХБ                        | ЄХБ                    | Не зареєстрована | 40   | Молитовний будинок | [ 46 ] |
| Релігійна громада ЦАСД                      | Адвентисти сьомого дня | 28 липня 2014    | 20   | Молитовний будинок | [ 47 ] |
| — православні, — протестантські.            |                        |                  |      |                    |        |

## Освіта
У селі діє Берестівська загальноосвітня школа І-ІІІ ступенів. У 2011 році в ній навчалося 351 учень (із 250 розрахованих) та викладало 39 учителів.
Нещодавно[коли?] було побудовано нову школу, що може вміщати в себе близько 500 осіб.[джерело?]
Дошкільна освіта представлена дитячим садком «Берестівський дошкільний навчальний заклад „Берізка“», у якому станом на 2011 рік навчалося 60 дітей і працювало 7 учителів та вихователів.

## Інфраструктура
У селі наявний сквер площею 800 м². Наявне відділення поштового зв'язку.

## Відомі люди

### Народилися
- Пінчук Руслан Григорович (1988—2022) — сержант Збройних Сил України, учасник російсько-української війни, що загинув у ході російського вторгнення в Україну в 2022 році.
- Черняк Андрій Миколайович — український військовослужбовець, ректор Національної академії Служби безпеки України.

#### Ветерани Другої світової війни
- Гурик Михайло Микитович[54]
- Красько Кузьма Денисович[55]
- Подолянко Григорій Карпович[56]
- Подолянко Микола Дорофійович[57]

#### Книги
- Населённые места Российской империи в 500 и более жителей : с указанием всего наличного в них населения и числа жителей преобладающих вероисповеданий по данным первой всеобщей переписи населения 1897 г / Тройницкий Н. А. — СПб, 1905. — 389 с. (рос.)

#### Офіційні дані та нормативно-правові акти
- Паспорт Дубровицького району (станом на 1 січня 2011 року) (doc). Дубровицька районна рада. Архів оригіналу за 10 лютий 2015. Процитовано 16 жовтня 2019.

#### Мапи
- Історичний Атлас України / Гол. ред. Л. Винар; Упорядн.: І. Тесля, Е. Тютько. Українське історичне товариство. — Монреаль; Нью-Йорк; Мюнхен, 1980. — 182 с.